# Aeroportul Deauville – Saint-Gatien
Aeroportul Deauville – Saint-Gatien (IATA: DOL, ICAO: LFRG) este un aeroport din Saint-Gatien-des-Bois, Cantonul Honfleur, Arondismentul Lisieux, Calvados, Normandia (regiune administrativă), Franța metropolitană, Franța ce deservește zona Deauville. Aeroportul a fost tranzitat în 2022 de 75.378 de pasageri. A fost deschis în 1931 și numit după zona deservită.
Situat la o altitudine de 146 m, aeroportul dispune de 1 pistă.

## Infrastructură

### Piste
Aeroportul dispune de o singură pistă. Pista are orientarea 12/30.